# Hartfield
Hartfield est situé dans le Sud-Ouest de l'Angleterre.
« Hartfield Parish », se trouve dans le Sussex de l'Est et est constitué de plusieurs villages.
- À la limite de la forêt d'Ashdown
- On y compte 2 400 habitants (1998)

## Personnalités liées à la commune
- Alan Alexander Milne
- Brian Jones